# Салов, Александр Михайлович

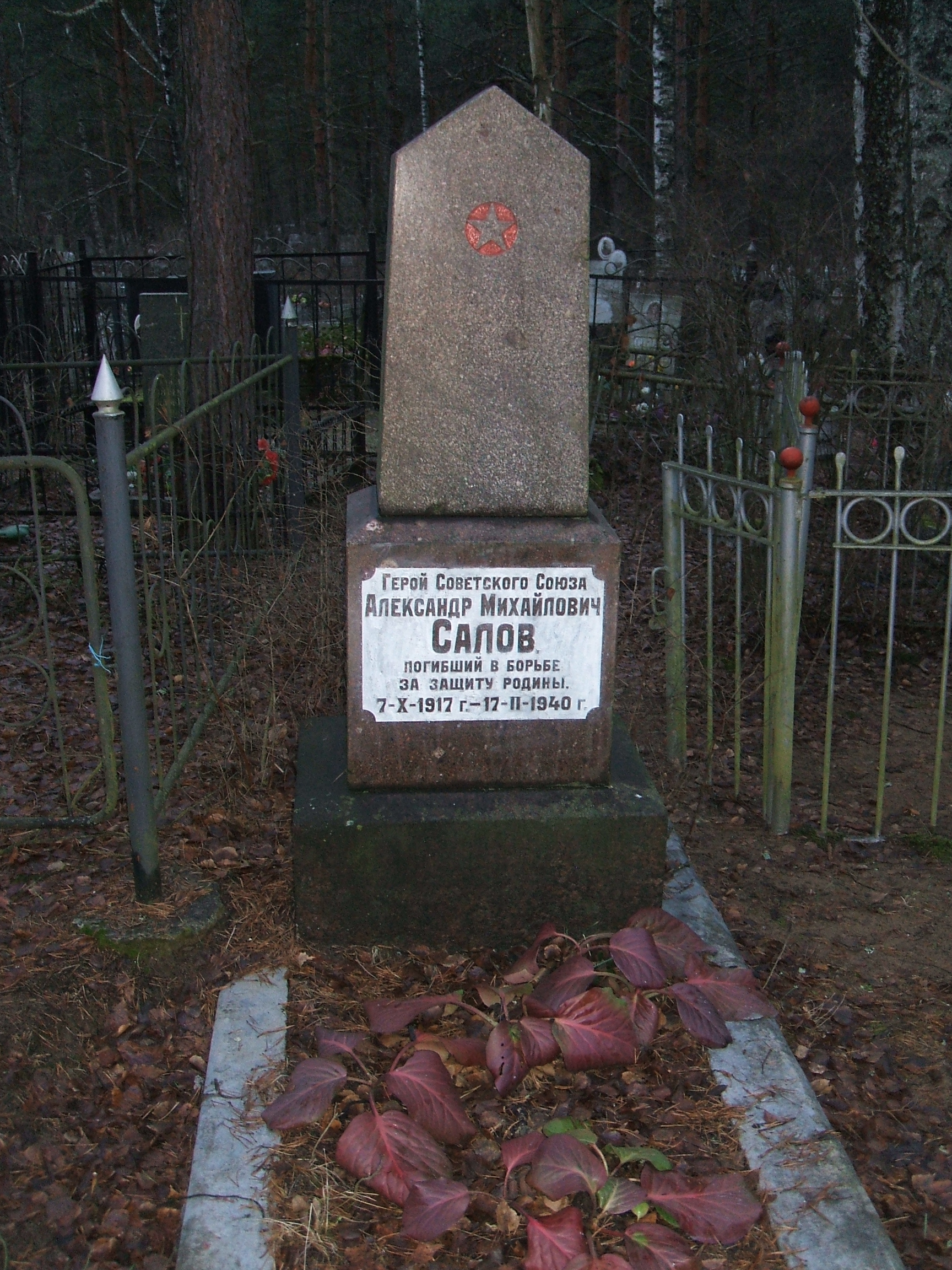
Могила А. М. Салова

Александр Михайлович Салов (1917—1940) — стрелок-радист, участник советско-финской войны 1939—1940 годов, Герой Советского Союза (1940).

## Биография
Родился в рабочей семье в городе Валуйки. Здесь же в 1932 году окончил семь классов в школе № 1, а в 1933 году окончил школу ФЗО в городе Лиски Воронежской области. Работал слесарем, бригадиром колесного цеха в вагонном депо станции Валуйки.
В 1938 году призван в ряды РККА. Окончил военную школу младших авиационных специалистов. Участник советско-финской войны 1939—1940 годов в качестве стрелка-радиста 3-й эскадрильи 50-го скоростного бомбардировочного полка 18-й скоростной бомбардировочной авиационной бригады 7-й армии Северо-Западного фронта. Бригада располагалась на аэродроме Сестрорецкий разлив и была укомплектована бомбардировщиками АНТ-40. Командиром Салова был Нанейшвили. Основным участком налетов 18-й бригады была линия Маннергейма в районе озера Муолоярва (Глубокое).
В конце декабря 1939 г. звено советских бомбардировщиков было встречено в воздухе группой вражеских истребителей. Противнику удалось занять удобное место для атаки. Основной удар принял на себя самолет, на котором летел младший командир Салов. Точным огнем он отогнал противника. Наши бомбардировщики вышли к цели и выполнили приказ командования.
17 февраля 1940 года при выполнении двадцать первого по счёту боевого задания по бомбардировке живой силы и техники противника был тяжело ранен осколками снаряда зенитной артиллерии противника. Превозмогая боль, мужественный стрелок-радист остался у пулемёта.
18 февраля 1940 года скончался от полученных ранений.
Всего Салов А.М. в составе экипажа совершил 21 боевой вылет. 
Указом Президиума Верховного Совета СССР от 21 марта 1940 года воздушному стрелку-радисту 50-го скоростного бомбардировочного авиационного полка младшему командиру Салову Александру Михайловичу посмертно присвоено звание Героя Советского Союза, награждён орденом Ленина.
Похоронен на горе Героев городского Сестрорецкого кладбища (участок 3, 20 м от дорожки между уч. 3 и 4). Памятник является культурно-историческим наследием регионального уровня охраны на основании решения Исполкома Ленгорсовета от 03.05.1976 № 328.

## Память

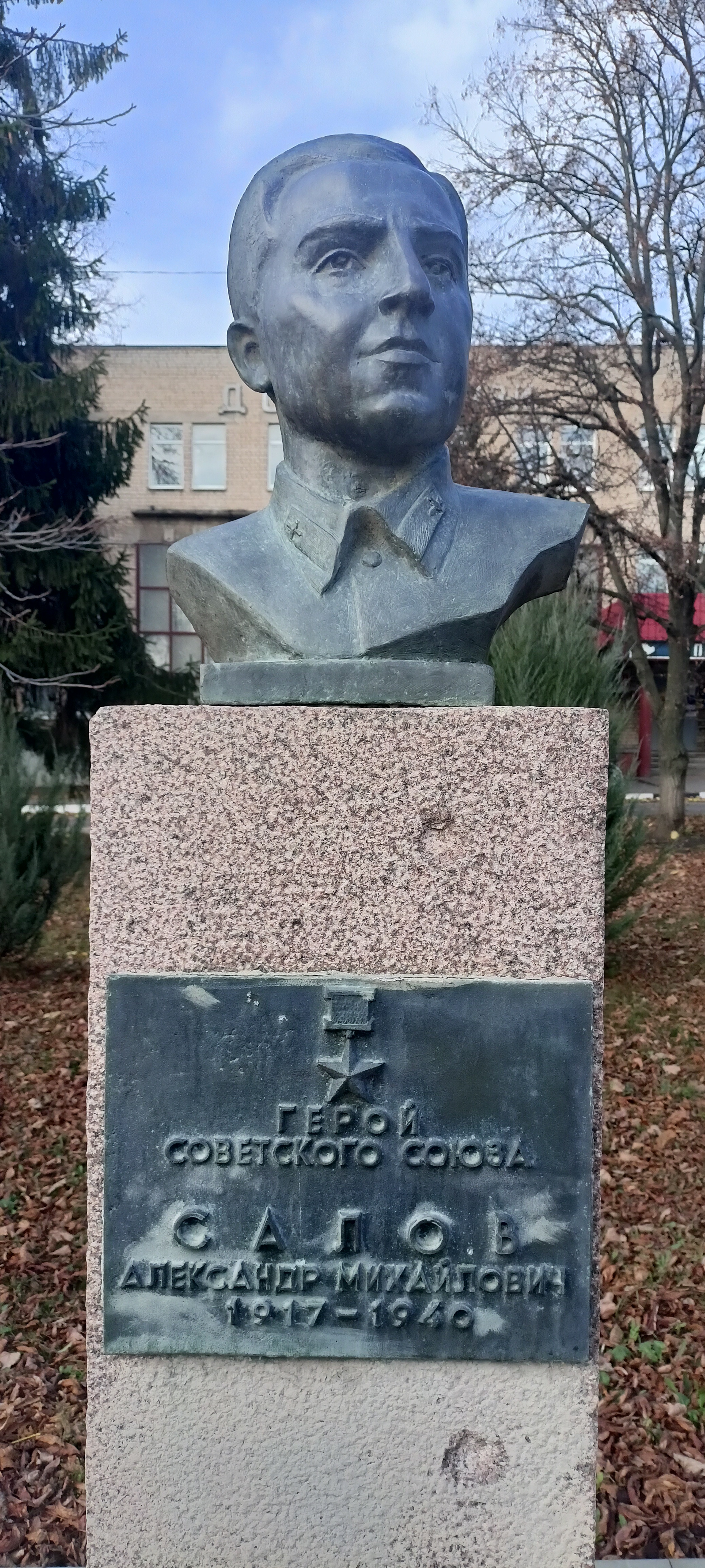

- Именем Героя названа улица в Городе-Герое Ленинграде, ныне Санкт-Петербург.
- На родине Героя его именем названа улица в городе Валуйки Белгородской области, 8 мая 1995 установлен бюст на аллее Героев.